# Rahel Friederich
Pour les articles homonymes, voir Friedrich.
Rahel Friedrich, née le 22 janvier 1986 à Bâle, est une coureuse d'orientation suisse.

## Carrière
Elle est médaillée d'or en relais mixte aux Championnats du monde de course d'orientation 2014, médaillée d'argent en relais mixte aux Championnats du monde de course d'orientation 2016 et médaillée de bronze en relais mixte aux Championnats d'Europe de course d'orientation 2016.